# Villanueva, Villanueva
Villanueva är en kommunhuvudort i Mexiko.   Den ligger i kommunen Villanueva och delstaten Zacatecas, i den centrala delen av landet, 500 km nordväst om huvudstaden Mexico City. Villanueva ligger 1 898 meter över havet och antalet invånare är 11 138.
Terrängen runt Villanueva är kuperad österut, men västerut är den platt. Runt Villanueva är det glesbefolkat, med 12 invånare per kvadratkilometer. Villanueva är det största samhället i trakten. Trakten runt Villanueva består i huvudsak av gräsmarker.